# Oberappersdorf

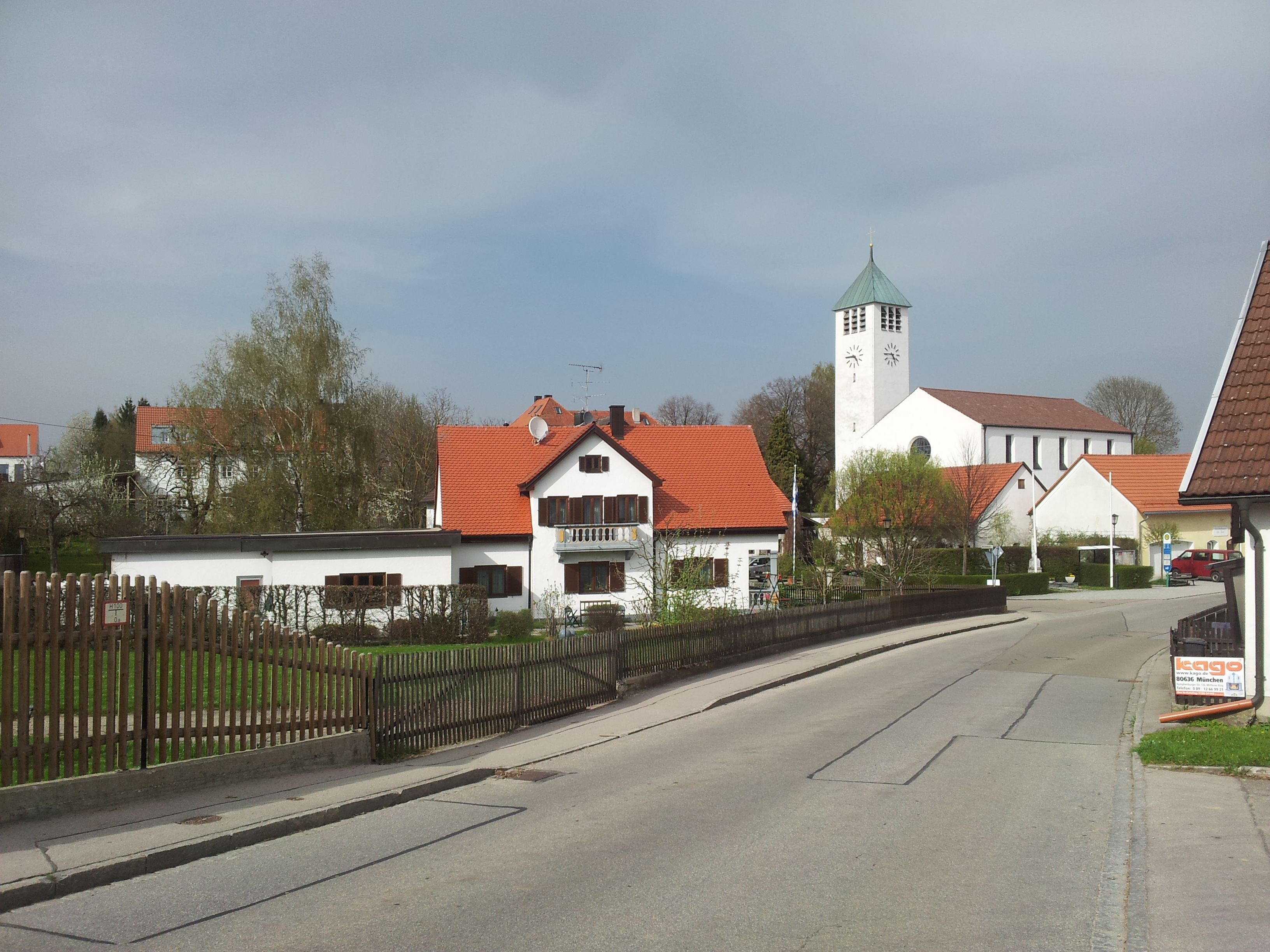
Pfarrkirche St. Georg

Oberappersdorf ist ein Gemeindeteil der Gemeinde Zolling im oberbayerischen Landkreis Freising. Es ist Sitz der Pfarrei St. Georg Oberappersdorf mit den Filialkirchen St. Valentin (Gerlhausen) und Hl. Kreuz (Obermarchenbach).

## Lage
Das Pfarrdorf liegt auf freier Flur im Nordosten der Gemeinde. Südlich entspringt der Ambacher Bach, ein linker Zufluss der Amper.

## Geschichte
Ein Ort Appersdorf wurde erstmals 860 urkundlich erwähnt. Der Name leitet sich von „Dorf des Abtes“ ab und bezieht sich vermutlich auf alten Besitz des Klosters Tegernsee im Ort. 1465 wird auch Nyder Appelstarff (heute der benachbarte Weiler Unterappersdorf) erwähnt. Appersdorf war Sitz einer Hofmark, zu der auch die Orte Ober- und Unterholzhäusln gehörten. Die Hofmark war zeitweise im Besitz der Herrschaft Au.
Im Zuge der Verwaltungsreformen in Bayern entstand durch das Gemeindeedikt von 1818 die selbstständige politische Gemeinde Appersdorf. Zu dieser Zeit lautete der Name des Ortes ebenfalls Appersdorf. Spätestens 1904 war daraus Oberappersdorf geworden.
1972 wurde die Gemeinde Appersdorf aufgelöst und Oberappersdorf nach Zolling eingegliedert.

## Söhne und Töchter des Ortes
- Theresia Riedmaier (* 1952), Landrätin